# Erax rjabovi
Erax rjabovi är en tvåvingeart som beskrevs av Richter 1963. Erax rjabovi ingår i släktet Erax och familjen rovflugor. Inga underarter finns listade i Catalogue of Life.